# Vogtlands voetbalkampioenschap 1910/11
In 1910/11 werd het vierde Vogtlands voetbalkampioenschap gespeeld, dat georganiseerd werd door de Midden-Duitse voetbalbond. 
FC Apelles Plauen werd kampioen en plaatste zich voor de Midden-Duitse eindronde, waar de club Chemnitzer BC versloeg en dan zelf verslagen werd door VfB Leipzig

## 1. Klasse
| Plaats | Club                        | Wed. | W | G | V | Saldo | Ptn.  |
| ------ | --------------------------- | ---- | - | - | - | ----- | ----- |
| 1.     | FC Apelles Plauen           | 9    | 8 | 1 | 0 | 60:11 | 17:01 |
| 2.     | FC Concordia Plauen         | 10   | 7 | 1 | 2 | 37:26 | 15:05 |
| 3.     | 1. Vogtländischer FC Plauen | 8    | 6 | 0 | 2 | 41:21 | 12:04 |
| 4.     | Plauener BC 1905            | 7    | 3 | 0 | 4 | 11:29 | 06:08 |
| 5.     | FV Wettin Plauen            | 8    | 1 | 1 | 6 | 09:44 | 03:13 |
| 6.     | FC Britannia 1904 Plauen    | 9    | 1 | 1 | 7 | 23:40 | 03:15 |
| 7.     | FC Wacker Plauen-Reusa      | 5    | 0 | 0 | 5 | 04:14 | 00:10 |

Wettin Plauen werd om een onbekende reden voor het volgende seizoen teruggezet naar de derde klasse en fuseerde hierop met Germania en Hubertia Plauen tot SpVgg 1909 Plauen.
|  | Kampioen, geplaatst voor Midden-Duitse eindronde |
|  | Degradatie                                       |